# バーチャルプロ野球'95
バーチャルプロ野球'95は、1995年8月11日にケムコより発売されたバーチャルボーイ用野球ゲームである。
バーチャルボーイ用作品としては初の野球ゲームでケムコ初の野球ゲームでVB唯一の作品でもある。北米においても同年9月11日に『Virtual League Baseball』のタイトルで発売された。続編も開発されていたが、VBの売り上げ不振により発売はされなかった。

## 概要
当初は『バーチャル・ベースボール』として発表しされていた。日本野球機構から実名全12球団と選手を収録、それに加えてオリジナルのケムコ・リーグの土佐OB's、USAメジャーリーグス、渋谷キッカーズ、青森グローブス、琉球ソックス、札幌バットズの計18球団が登場。
モードは1試合コンピュータ対戦するオープン戦、3リーグの中から1チームを選んでリーグ戦を行いリーグ優勝すると3リーグの優勝チームでの総当たり戦に進出して優勝すれば日本一になれるミニペナントレース、アメリカ、ヨーロッパ、日本と国際色豊かな3リーグ選抜から1チームを選んで他と戦うオールスターがある。
試合では投手の上に表示されるメーターで球のスピード調整を行い、目印にちょうど合わせると快速球、手前で止めるとスローボール、超えて止めるとスッポ抜けになる。守備は球がふわっと立体的に飛ぶためフライをとるには慣れが必要、選手にはコンディションがあり試合ごとに変化、表示されたマークで現在の状態を把握できる。

## 開発
E395にて試遊台が設置されたが、コーディングが壊れてプレイヤーが球を打つことが出来なくなった。北米でのプロモーションはその悪名高い2人の肥満男性が半ケツでいる写真「chili dog farts」が広告に使用されたことで更に傷ついた。
他のバーチャルボーイ作品のように赤と黒の配色で3D効果をシミュレートするために視差を利用をしている。

## 評価
ファミコン通信クロスレビューでは5、5、5、4の24点。レビュアーはファミスタのようなゲームだが限りなくセーフのような際どい場面はアウト、ショートゴロでオーバーランする二塁走者、外野が前進するのに合わせて足踏みする三塁手、地面に落ちたボールとの距離感がつかめず特に外野で顕著、オート守備が欲しくコンピューターが間抜けで野球ゲームとしてはあまり楽しくなくビジュアルについてボールが飛んでいく迫力があるとした者と迫力を感じられないとする者で分かれた。
Nintendo Powerはグラフィックと「現実的な野球体験」を賞賛したがフェンス付近の守備は難しいと書いた。同誌の6人のレビュアーのうち1人は本作をオススメした。GameProは「本作の印象的な3Dグラフィックは最初は期待できたが浅いゲームプレイや酷いサウンドがそれを悪化させてしまった」と述べた。